# Константинос Доксијадис
Константинос Апостолос Доксијадис (грч. Κωνσταντίνος Δοξιάδης; Станимака, 14. мај 1913 — Атина, 28. јун 1975) је био грчки архитекта који се бавио тематиком насеља у простору. 
Оснивач је екистике — научне дисциплине о насељима.
Доксијадис је дипломирао 1935. године на Техничком универзитету у Атини, чиме је добио звање инжењера архитектуре, а само годину дана касније је декторирао на универзитету Шарлотенбург у Берлину. Био је почасни доктор наука на 12 америчких универзитета, а предавао је на следећим универзитетима: Технички универзитет у Атини, Универзитет у Чикагу, Даблински универзитет, Харвард, Мичиген, Њујорк, Оксфорд, Принстон, Јејл, М. И. Т.
Учествовао је у планирању Исламабада као нове престонице Пакистана током шездесетих година двадесетог века. Такође у Пакистану, урадио је мастер план за кампус Универзитета Панџаба у Лахору 1960. године.

## Екистика
Доксијадис је 1968. године објавио књигу „Екистика: увод у науку о насељима“. Циљ екистике као дисциплине која проучава насеља јесте развијање једног система и једне методологије. У ту сврху је одређено 15 екистичких јединица:
1. човек
2. соба
3. кућа
4. групација кућа
5. мало суседство
6. суседство
7. мали град
8. град (полис)
9. мали метрополис
10. метрополис
11. мали мегалополис
12. мегалополис
13. мали епирополис
14. епирополис
15. екуменополис